# Evgheni Goreacicovschi
Evgheni Goreacicovschi (ur. 5 marca 1990) – mołdawski wioślarz.

## Osiągnięcia
- Mistrzostwa Świata Juniorów – Linz 2008 – dwójka bez sternika – 19. miejsce[1].
- Mistrzostwa Europy – Brześć 2009 – czwórka bez sternika – 11. miejsce[1].